# ねこまたや
ねこまたや（1960年5月29日 - ）は、日本のアニメーター、メカニックデザイナー、アニメ演出家。大分県出身。
大阪芸術大学卒。作品によっては、本名の清積 紀文（きよづみ のりふみ）でクレジットされる場合もある。

## 来歴
大阪芸術大学に在学中は、DAICON FILMのメンバーとして活動した。大学卒業後、上京してアニメーション制作会社のアートランドに入社。
アートランドを退社後は、フリーランスのアニメーターとして活躍している。

## 主な参加作品
1983年
- 帰ってきたウルトラマン マットアロー1号発進命令（ナレーター）
- 超時空世紀オーガス（動画）

1984年
- 超時空要塞マクロス 劇場版（動画）
- メガゾーン23（動画・原画）
- ふしぎなコアラブリンキー（原画）

1985年
- メガゾーン23 PART II（絵コンテ・原画）

1987年
- 王立宇宙軍 オネアミスの翼（動画検査・原画・設定）

1988年
- 銀河英雄伝説 わが征くは星の大海 劇場版（メカ作監・原画・設定）
- 銀河英雄伝説 OVA（絵コンテ・演出・原画・設定）

1989年
- ダッシュ!四駆郎（絵コンテ・作画監督・演出）
- 笑ゥせぇるすまん（絵コンテ）

1990年
- トトイ（絵コンテ・監督）

1991年
- 少年アシベ（絵コンテ・原画・演出）

1992年
- ハード&ルーズ 〜私立探偵・土岐正造トラブル・ノート〜（原画）
- 未来少年トキオの東京体験 江戸東京博物館（作画監督・原画・3Dコーディネーション）

1994年
- 物部ドクトリン劇場 物部長穂博物館（絵コンテ・演出・作画監督）
- 邦ちゃんの一家ランラン（演出助手）

2000年
- フリクリ（原画）
- BLOOD劇場版（原画・設定・CGオペレート）

2001年
- ギャラクシーエンジェル（絵コンテ）
- サクラ大戦4 〜恋せよ乙女〜 GAMEオープニングムービー（原画・メカ作画監督）

2002年
- ちょびっツ（OPアニメーション）
- ラーゼフォン（原画）
- HUNTER×HUNTER ORIGINAL VIDEO ANIMATION（絵コンテ）

2003年
- WOLF'S RAIN（原画・メカ作画監督）

2004年
- KURAU Phantom Memory（原画・メカ作画監督）

2005年
- 交響詩篇エウレカセブン（原画・メカ作画監督）

2006年
- 獣王星（原画・設定）
- 天保異聞 妖奇士（2006年 - 2007年、原画・設定・エフェクト構成）

2008年
- ソウルイーター（原画）

2009年
- アクエリアス CM Frogman KOSUKE・Active Venus Miwa・Ryo（設定・作画・広告原画・コンポジット・演出助手）

2010年
- ラミシール CM（レイアウト・デザイン）
- HEROMAN（絵コンテ・原画・アイキャッチ）
- 戦国BASARA弐（原画）

2011年
- GOSICK -ゴシック-（原画）
- 青の祓魔師（原画・OP原画）
- もしドラ（原画）
- トワノクオン（原画）

2012年
- 這いよれ! ニャル子さん（原画）
- エウレカセブンAO（メカ作画監督・原画）
- アシュラ（エフェクト作画）

2013年
- 絶園のテンペスト（原画）
- 宇宙戦艦ヤマト2199（原画）
- 翠星のガルガンティア（船設定・サブキャラクターデザイン・船作監・メカ・エフェクト作画監督・原画・OP原画・第二原画）

2014年
- キャプテン・アース（メカ作画監督・原画・OP原画）

2022年
- RWBY 氷雪帝国（作画監督・原画）

2024年
- 魔女と野獣（作画監督）

2025年
- 鬼人幻燈抄（演出・原画）